# Гарнишівка (зупинний пункт)
Гарнишівка — пасажирський залізничний зупинний пункт Жмеринської дирекції Південно-Західної залізниці на лінії Гречани — Волочиськ між станцією Війтівці (6 км) та зупинним пунктом Гарнишівський Переїзд (3 км).  Розташований поблизу сіл Гарнишівка та Порохня Хмельницького району Хмельницької області.

## Історія
Зупинний пункт відкритий у 1951 році.